# Скамья (деревня)
Скамья — деревня в Загривском сельском поселении Сланцевского района Ленинградской области.

## История
Деревня Сканья упоминается на карте Санкт-Петербургской губернии 1792 года А. М. Вильбрехта.
В 1818 году объявление о продаже деревни опубликовал ее владелец, сын служилого дворянина Алексей Степанович Ромадин. На тот момент в ней было всего 5 жителей.
Как село Скамья, состоящее из 61 крестьянского двора, она обозначена на карте Санкт-Петербургской губернии Ф. Ф. Шуберта 1834 года.

СКАМЬЯ — деревня принадлежит господам Сахновской, Скородумову, вольным хлебопашцам и Павловскому городовому правлению, число жителей по ревизии: 42 м. п., 59 ж. п. (1838 год)

Как деревня Скамья из 61 двора, она отмечена на карте профессора С. С. Куторги 1852 года.

СКАМЬЯ — деревня Павловского городового правления, господ Скородумовых, купцов и мещан разных городов, по просёлочной дороге, число дворов — 44, число душ — 141 м. п. (1856 год)

СКАМЬЯ — селение разных ведомств при реке Нарове, число дворов — 24, число жителей: 46 м. п., 60 ж. п.;

СКАМЬЯ — деревня владельческая при реке Нарове, число дворов — 4, число жителей: 17 м. п., 15 ж. п.;

СКАМЬЯ — погост при озере Чудском, число дворов — 1, число жителей: 2 м. п., 3 ж. п.; Церковь православная. (1862 год) 

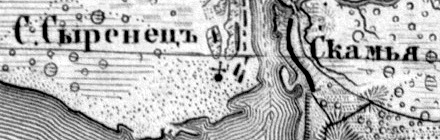
Деревня Скамья на карте 1863 года

Сборник Центрального статистического комитета описывал её так:

СКАМЬЯ — село бывшее владельческое при реке Нарове, дворов — 12, жителей — 82; церковь православная, лавка. (1885 год)

В XIX веке деревня административно относилась к 1-му стану, в начале XX века к Добручинской волости 1-го земского участка 4-го стана Гдовского уезда Санкт-Петербургской губернии.
Согласно Памятной книжке Санкт-Петербургской губернии 1905 года деревня входила в Вяжищенское сельское общество.
С 1917 по 1920 год деревня входила в состав Скарятинской волости Гдовского уезда.
С 1920 года, в составе буржуазной Эстонии. В 1920 году население деревни составляло 110 человек.
С 1940 года, в составе Эстонской ССР.
С 1944 года, в составе Загривского сельсовета Сланцевского района Ленинградской области.
С 1963 года, в составе Кингисеппского района.
По состоянию на 1 августа 1965 года деревня Скамья входила в состав Загривского сельсовета Кингисеппского района. С ноября 1965 года, вновь в составе Сланцевского района. В 1965 году население деревни составляло 13 человек.
По данным 1973 и 1990 годов деревня Скамья входила в состав Загривского сельсовета Сланцевского района.
В 1997 году в деревне Скамья Загривской волости проживали 8 человек, в 2002 году — 20 человек (русские — 92 %).
В 2007 году в деревне Скамья Загривского СП проживали 12 человек, в 2010 году — 18.

## География
Деревня расположена в юго-западной части района на автодороге 41К-164 (Сланцы — Втроя).
Расстояние до административного центра поселения — 20 км.
Расстояние до железнодорожной платформы Сланцы — 40 км.
Деревня находится на правом берегу реки Нарва, на её северной окраине находится устье реки Втроя.

## Демография
| 1862 | 2007 | 2010 | 2017 |
| ---- | ---- | ---- | ---- |
| 138  | ↘12  | ↗18  | ↗20  |